# UFC 283
UFC 283: Teixeira vs. Hill（ユーエフシー・ツーエイティスリー：テイシェイラ・バーサス・ヒル）は、アメリカ合衆国の総合格闘技団体「UFC」の大会の一つ。2023年1月21日、ブラジル・リオデジャネイロ州リオデジャネイロのジュネス・アリーナで開催された。

## 大会概要
本大会はグローバー・テイシェイラとジャマール・ヒルのUFC世界ライトヘビー級王座決定戦、正規王者デイブソン・フィゲイレードと暫定王者ブランドン・モレノによるUFC世界フライ級王座統一戦が組まれた。

## 試合結果

### アーリープレリム
第1試合 バンタム級 5分3R
○  ダニエル・マルコス vs.  サイモン・オリベイラ ×
1R 4:33 TKO（ボディへの右膝蹴り→パウンド）
第2試合 女子フェザー級 5分3R
○  ジョジアニ・ヌネス vs.  ザラ・フェイリン ×
3R終了 判定3-0（29-28、29-28、29-28）
第3試合 ウェルター級 5分3R
○  ニコラス・ダルビー vs.  ワーレイ・アウベス ×
3R終了 判定2-1（29-28、28-29、29-28）
第4試合 ライト級 5分3R
○  イスマエル・ボンフィム vs.  テランス・マッキニー ×
2R 2:17 KO（左飛び膝蹴り）
第5試合 バンタム級 5分3R
○  コーディー・スタマン vs.  ルアン・ラセルダ ×
3R終了 判定3-0（29-28、29-28、29-28）
第6試合 ヘビー級 5分3R
○  ジャイルトン・アウメイダ vs.  シャミル・アブドゥラヒモフ ×
2R 2:56 TKO（パウンド）

### プレリミナリーカード
第7試合 ウェルター級 5分3R
○  ガブリエル・ボンフィム vs.  ムニール・ラズィーズ ×
1R 0:49 ギロチンチョーク
第8試合 ライト級 5分3R
○  ティアゴ・モイゼス vs.  メルキザエル・コスタ ×
2R 4:05 ネッククランク
第9試合 ミドル級 5分3R
○  ブルーノ・フェレイラ vs.  グレゴリー・ホドリゲス ×
1R 4:13 KO（左ストレート）
第10試合 ライトヘビー級 5分3R
○  イーホル・ポティエリア vs.  マウリシオ・ショーグン ×
1R 4:05 TKO（左フック→パウンド）

### メインカード
第11試合 ライトヘビー級 5分3R
○  ジョニー・ウォーカー vs.  ポール・クレイグ ×
1R 2:16 TKO（パウンド）
第12試合 女子フライ級 5分3R
○  ジェシカ・アンドラージ vs.  ローレン・マーフィー ×
3R終了 判定3-0（30-25、30-25、30-26）
第13試合 ウェルター級 5分3R
○  ギルバート・バーンズ vs.  ニール・マグニー ×
1R 4:15 肩固め
第14試合 UFC世界フライ級王座統一戦 5分5R
○  ブランドン・モレノ vs.  デイブソン・フィゲイレード ×
3R 5:00 TKO（ドクターストップ）
※モレノが王座統一に成功。
第15試合 UFC世界ライトヘビー級王座決定戦 5分5R
○  ジャマール・ヒル vs.  グローバー・テイシェイラ ×
5R終了 判定3-0（50-44、50-44、50-44）
※ヒルが王座獲得に成功。

### 各賞
ファイト・オブ・ザ・ナイト：ジャマール・ヒル vs. グローバー・テイシェイラ
パフォーマンス・オブ・ザ・ナイト：ジャイルトン・アウメイダ、イスマエル・ボンフィム
各選手にはボーナスとして5万ドルが授与された。

### カード変更
負傷などによるカードの変更は以下の通り。